# Заросляк меридський
Заросляк меридський (Atlapetes meridae) — вид горобцеподібних птахів родини Passerellidae. Ендемік Венесуели. Деякими дослідниками вважається підвидом вусатого заросляка (Atlapetes albofrenatus).

## Опис
Довжина птаха становить 17,5-18 см, вага 35 г. Верхня частина тіла оливково-жовта, нижня частина тіла яскрава лимонно-жовта. Крила і хвіст оливкові. Голова чорна, на лобі і тімені каштанова смуга, горло біле. молоді птахи мають оливкову верхню частину тіла і тьмяно-жовту нижню. Виду не притаманний статевий диморфізм.

## Поширення і екологія
Меридські заросляки мешкають на заході Венесуели, в штаті Мерида і на сході штату Тачира. Живувть в гірських тропічних лісах на висоті від 1600 до 2500 м на рівнем моря, трапляються на висоті до 1000 м над рівнем моря.